# Убийство по-чешски
«Убийство по-чешски» (чеш. Vražda po česku) — чехословацкий фильм 1966 года режиссёра Йиржи Вайса по роману Яна Отченашеку.
Фильм был допущен в прокат СССР с ограничением «до 16 лет», а в прокате ФРГ этот фильм «рекомендуется с 18 лет».

## Сюжет
В скучной и размеренной жизни сорокапятилетнего холостяка обычного провинциального бухгалтера Франтишека Покорны, домоседа и книголюба, робкого и застенчивого человека, происходит невероятное — в доме отдыха он случайно знакомится с красивой журналисткой Алисой, и она становится его женой.
Все сослуживцы завидують счастливцу Франтишеку, а он потерял покой: Алиса живет в Праге и только по субботам приезжает к мужу. Франтишек получает повышение по работе и высокую зарплату, но его не переводят в Прагу. Оказывается, этот брак был способом «пристроить» свою любовницу директором Карелом, который продолжает состоять с ней в отношениях по будням, а на выходные отправляясь к своей жене, не беспокоится за любовницу уезжающую к тюфяку-мужу. При этом и повышение зарплаты Франтишека создаёт комфортные условия для Алисы.
Франтишек решает убить Карела и Алису, затем только Алису. Но он не может этого сделать. Если только в своих фантазиях. Франтишек решает покончить с собой… В последний момент ему в голову приходит другое решение — он шантажирует Карела. Франтишека назначают директором филиала, он счастливо живет с Алисой и своей дочерью Карличкой. У него есть машина, хороший дом, и его удовлетворению не угрожает тот факт, что дочка совсем на него не похожа.

## В ролях
- Квета Фиалова — Алиса
- Рудольф Грушинский — Франтишек Покорны
- Вацлав Воска — Карел, директор
- Владимир Меншик — Эмиль, коллега Франтишека
- Либуше Швормова — Йиндржишка
- Вера Узелацова — Ярмилка Биндрова, коллега Франтишека
- Миливой Узелац — муж Ярмилки

## Фестивали и награды
- 1967 — Кинофестиваль в Сан-Себастьяне — приз «Серебряная раковина»[3]